# Jan Everse
Jan Everse (Rotterdam, 5 januari 1954) is een Nederlands voormalig betaald voetballer die na zijn actieve carrière in de voetbalwereld bleef werken als coach. Sinds 17 augustus 2015 is Everse clubloos nadat hij opgestapt was bij FC Dordrecht na een aanvaring met Marco Boogers.
Als verdediger speelde Everse voor zowel Feyenoord als AFC Ajax. Bij Feyenoord speelde hij onder andere met Rinus Israël, Willem van Hanegem en Wim Jansen. Bij Ajax speelde hij samen met onder meer Ruud Krol, Frank Arnesen, Søren Lerby, Tscheu La Ling, Ruud Geels, Ray Clarke en Simon Tahamata. Daar maakte hij als trainers Tomislav Ivić, Cor Brom en Leo Beenhakker mee. In 1980 werd hij na diverse blessures afgekeurd voor het betaalde voetbal. Later is hij coach geworden van onder meer FC Zwolle en Sparta.
Everse speelde twee interlands. Zijn debuut maakte hij op 30 april 1975 in de wedstrijd tegen België (1-0) in het Bosuilstadion in Antwerpen. Hij werd daarmee de eerste Oranje-international in de geschiedenis wiens vader ook in het Nederlands elftal speelde. Everse speelde één interland minder dan zijn vader Jan Everse Sr., die drie interlands speelde.

## Trainersloopbaan
Op 2 maart 2009 meldde dagblad De Telegraaf dat Everse op non-actief was gezet. De oorzaak lag niet, zoals FC Zwolle aangaf, op het sportieve vlak maar vanwege een misdraging gepaard gaande met fysiek contact jegens een collega/medewerker van FC Zwolle. Everse zou boos zijn geworden nadat hij en zijn vrouw, die eerder een meningsverschil had met de betreffende medewerker, werden overgeslagen bij het bittergarnituur. De club vindt dat er een onwerkbare en onhoudbare situatie is ontstaan. FC Zwolle is van mening dat er in een leidinggevende functie sprake dient te zijn van voorbeeldgedrag. Eerder hadden FC Zwolle en Everse onenigheid over de duur van de verbintenis. Everse wilde een contract voor onbepaalde tijd. FC Zwolle ging daar niet mee akkoord en bleef vasthouden aan een contract voor de duur van twee jaar.
Op 29 oktober gingen FC Zwolle en Everse alsnog uit elkaar als gevolg van de slechte resultaten. Op 30 oktober ontkende zowel Everse en FC Zwolle een breuk. Later komen beide partijen een schikking overeen.
Op 4 december werd bekend dat Everse aan de slag zou gaan in de Hoofdklasse. Hij werd bij RVVH de opvolger van de opgestapte Dogan Corneille. Everse tekende een contract tot de zomer van 2010.
Op 5 februari 2010 verliet hij de Ridderkerkse zaterdagamateurs echter alweer, omdat sc Heerenveen hem een kans bood als interim-trainer. Daarbij maakte hij de afspraak om in de zomer weer terug te keren in Zuid-Holland. Hij trad aan als opvolger van Jan de Jonge. Everse was bij sc Heerenveen al de derde coach in het seizoen 2009/10. Zijn voorganger was begin september aangesteld als opvolger van Trond Sollied, maar ook aan de hand van De Jonge bleven de resultaten uit. Heerenveen, vorig seizoen winnaar van de KNVB Beker, stond op de dertiende plaats met 20 punten uit 21 duels, op het moment dat Everse aantrad. De club eindigde uiteindelijk op de elfde plaats, met 37 punten uit 34 duels.
Zijn terugkeer in Zwolle, op 15 oktober 2010, verliep niet zoals gehoopt. Zijn club, Sparta Rotterdam, verloor met 3-1 en Everse werd vlak voor rust naar de tribune gestuurd.
Op donderdag 24 februari 2011 stapt Everse per direct op als hoofdtrainer van Sparta Rotterdam. Hij zei geen vertrouwen meer te hebben in betere resultaten. Sparta stond dat moment op de tiende plaats van de Jupiler League.
Op 10 maart 2015 werd bekend dat Everse het seizoen 2014/15 afmaakt als coach van eredivisionist FC Dordrecht als opvolger van de ontslagen Ernie Brandts.
Op 14 april 2015 werd bekend dat Everse in het seizoen 2015/16 ook bij FC Dordrecht als trainer werkzaam zou zijn. Met Dordrecht degradeerde hij in het seizoen 2014/15 uit de Eredivisie. Als opvolger van Brandts slaagde hij er niet in de club voor de hoogste divisie te behouden.
Op 17 augustus 2015 stapte Everse op na een aanvaring met td Marco Boogers.
Op 11 augustus 2017 werd bekendgemaakt dat Jan Everse was bemoemd als nieuwe trainer van BVCB.

## Statistieken

### Als speler
| Seizoen | Club      | Land      | Competitie | Wed, | Goals |
| ------- | --------- | --------- | ---------- | ---- | ----- |
| 1973/74 | Feyenoord | Nederland | Eredivisie | 3    | 0     |
| 1974/75 | Feyenoord | Nederland | Eredivisie | 22   | 0     |
| 1975/76 | Feyenoord | Nederland | Eredivisie | 16   | 1     |
| 1976/77 | Feyenoord | Nederland | Eredivisie | 5    | 1     |
| 1977/78 | Ajax      | Nederland | Eredivisie | 32   | 0     |
| 1978/79 | Ajax      | Nederland | Eredivisie | 27   | 0     |
| 1979/80 | Ajax      | Nederland | Eredivisie | 10   | 0     |
| Totaal  | Totaal    | Totaal    | Totaal     | 115  | 2     |

### Als trainer
| Seizoen   | Club                         | Land      | Competitie             |
| --------- | ---------------------------- | --------- | ---------------------- |
| 1996/97   | FC Zwolle                    | Nederland | Eerste divisie         |
| 1997/98   | FC Zwolle                    | Nederland | Eerste divisie         |
| 1998/99   | FC Zwolle                    | Nederland | Eerste divisie         |
| 1998/99   | Sparta                       | Nederland | Eredivisie             |
| 1999/00   | Sparta                       | Nederland | Eredivisie             |
| 2001      | FC Jokerit                   | Finland   | Veikkausliiga          |
| 2004/05   | Excelsior Maassluis          | Nederland | Zaterdag Hoofdklasse A |
| 2005/06   | Excelsior Maassluis          | Nederland | Zaterdag Hoofdklasse A |
| 2006/07   | FC Zwolle                    | Nederland | Eerste divisie         |
| 2007/08   | FC Zwolle                    | Nederland | Eerste divisie         |
| 2008/09   | FC Zwolle                    | Nederland | Eerste divisie         |
| 2009/10   | FC Zwolle                    | Nederland | Eerste divisie         |
| 2009/10   | RVVH                         | Nederland | Zaterdag Hoofdklasse A |
| 2009/10   | sc Heerenveen                | Nederland | Eredivisie             |
| 2010/11   | Sparta                       | Nederland | Eerste divisie         |
| 2014/15   | FC Dordrecht                 | Nederland | Eredivisie             |
| 2017/18   | BVCB                         | Nederland | Zaterdag 2e klasse     |
| aug/18    | Neptunus-Schiebroek 2 (a.i.) | Nederland | Zaterdag res.1e klasse |
| sep/18/19 | BVCB (a.i.)                  | Nederland | Zaterdag 2e klasse     |

## Erelijst als speler
| Seizoen | Prijs          | Land      | Club      |
| ------- | -------------- | --------- | --------- |
| 1973/74 | Europa Cup III | Nederland | Feyenoord |
| 1973/74 | Landskampioen  | Nederland | Feyenoord |
| 1978/79 | KNVB Beker     | Nederland | Ajax      |
| 1978/79 | Landskampioen  | Nederland | Ajax      |
| 1979/80 | Landskampioen  | Nederland | Ajax      |